# Incilius luetkenii
Incilius luetkenii es una especie de anfibio anuro de la familia Bufonidae. Es nativo de América Central y el sur de México. La especie esta amenazada por destrucción de hábitat.

## Distribución y hábitat
Su área de distribución incluye la vertiente del Pacífico de Chiapas en México, Guatemala, El Salvador, Honduras, Nicaragua y el norte de Costa Rica.  
Su hábitat se compone de bosque seco, bosque húmedo y pastizales. Su rango altitudinal oscila entre 0 y 1300 m s. n. m..